# Achatina vignoniana
Achatina vignoniana là một loài ốc sên hô hấp trên cạn, là động vật thân mềm chân bụng có phổi sống trên cạn thuộc họ Achatinidae.
Chúng là loài đặc hữu của Gabon.